# Gofannon
Gofannon és un reflex del gal·lès mitjà de Gobannus, una de les deïtats adorades pels antics celtes. Apareix a la mitologia gal·lesa com a gran treballador de metall i com a fill de Dôn. El seu nom es pot comparar amb l'irlandès antic gobae (gen. gobann), el gal·lès mitjà gof (pl. gofein) i el gal gobedbi (que signifiquen «ferrer»), i que es relacionen amb el lituà gabija (esperit protector de la llar i la família) i gabus (dotat, intel·ligent).
El seu aparent homòleg de la mitologia irlandesa, Goibniu, a més dels seus deures com a ferrer, també assumeix el paper d'un heroi diví que va adquirir una mena d'immortalitat, a més de ser arquitecte i constructor.

## Els fills de Dôn
Dôn, filla de Mathonwy, era la matriarca d'una família. El seu marit mai es designa específicament.
|                    |                    |                    |                    |                    |                    |  |  |                   |                   |                   |                   |                   |                   |     |     |                    |                    |                    |                    |                    |                    |  |  |          |          |          |          | Mathonwy |          |  |  |          |          |                               |                               |                               |                               |                               |                               |                   |                   |                   |                   |                   |                   |  |  |                              |                              |                              |                              |                              |                              |  |  |                           |                           |                           |                           |                           |                           |  |  |  |  |  |  |  |  |  |  |  |  |  |  |  |  |  |  |  |  |  |  |  |  |  |  |
|                    |                    |                    |                    |                    |                    |  |  |                   |                   |                   |                   |                   |                   |     |     |                    |                    |                    |                    |                    |                    |  |  |          |          |          |          |          |          |  |  |          |          |                               |                               |                               |                               |                               |                               |                   |                   |                   |                   |                   |                   |  |  |                              |                              |                              |                              |                              |                              |  |  |                           |                           |                           |                           |                           |                           |  |  |  |  |  |  |  |  |  |  |  |  |  |  |  |  |  |  |  |  |  |  |  |  |  |  |
|                    |                    |                    |                    |                    |                    |  |  |                   |                   |                   |                   |                   |                   |     |     |                    |                    |                    |                    |                    |                    |  |  |          |          |          |          |          |          |  |  |          |          |                               |                               |                               |                               |                               |                               |                   |                   |                   |                   |                   |                   |  |  |                              |                              |                              |                              |                              |                              |  |  |                           |                           |                           |                           |                           |                           |  |  |  |  |  |  |  |  |  |  |  |  |  |  |  |  |  |  |  |  |  |  |  |  |  |  |
|                    |                    |                    |                    |                    |                    |  |  |                   |                   |                   |                   | Dôn               | Dôn               | Dôn | Dôn | Dôn                | Dôn                |                    |                    |                    |                    |  |  |          |          |          |          |          |          |  |  |          |          |                               |                               |                               |                               |                               |                               | Math fab Mathonwy | Math fab Mathonwy | Math fab Mathonwy | Math fab Mathonwy | Math fab Mathonwy | Math fab Mathonwy |  |  | Goewin                       | Goewin                       | Goewin                       | Goewin                       | Goewin                       | Goewin                       |  |  |                           |                           |                           |                           |                           |                           |  |  |  |  |  |  |  |  |  |  |  |  |  |  |  |  |  |  |  |  |  |  |  |  |  |  |
|                    |                    |                    |                    |                    |                    |  |  |                   |                   |                   |                   | Dôn               | Dôn               | Dôn | Dôn | Dôn                | Dôn                |                    |                    |                    |                    |  |  |          |          |          |          |          |          |  |  |          |          |                               |                               |                               |                               |                               |                               | Math fab Mathonwy | Math fab Mathonwy | Math fab Mathonwy | Math fab Mathonwy | Math fab Mathonwy | Math fab Mathonwy |  |  | Goewin                       | Goewin                       | Goewin                       | Goewin                       | Goewin                       | Goewin                       |  |  |                           |                           |                           |                           |                           |                           |  |  |  |  |  |  |  |  |  |  |  |  |  |  |  |  |  |  |  |  |  |  |  |  |  |  |
|                    |                    |                    |                    |                    |                    |  |  |                   |                   |                   |                   |                   |                   |     |     |                    |                    |                    |                    |                    |                    |  |  |          |          |          |          |          |          |  |  |          |          |                               |                               |                               |                               |                               |                               |                   |                   |                   |                   |                   |                   |  |  |                              |                              |                              |                              |                              |                              |  |  |                           |                           |                           |                           |                           |                           |  |  |  |  |  |  |  |  |  |  |  |  |  |  |  |  |  |  |  |  |  |  |  |  |  |  |
|                    |                    |                    |                    |                    |                    |  |  |                   |                   |                   |                   |                   |                   |     |     |                    |                    |                    |                    |                    |                    |  |  |          |          |          |          |          |          |  |  |          |          |                               |                               |                               |                               |                               |                               |                   |                   |                   |                   |                   |                   |  |  |                              |                              |                              |                              |                              |                              |  |  |                           |                           |                           |                           |                           |                           |  |  |  |  |  |  |  |  |  |  |  |  |  |  |  |  |  |  |  |  |  |  |  |  |  |  |
| Gwydion            | Gwydion            | Gwydion            | Gwydion            | Gwydion            | Gwydion            |  |  | Eufydd fab Dôn    | Eufydd fab Dôn    | Eufydd fab Dôn    | Eufydd fab Dôn    | Eufydd fab Dôn    | Eufydd fab Dôn    |     |     | Gilfaethwy         | Gilfaethwy         | Gilfaethwy         | Gilfaethwy         | Gilfaethwy         | Gilfaethwy         |  |  | Amaethon | Amaethon | Amaethon | Amaethon | Amaethon | Amaethon |  |  | Gofannon | Gofannon | Gofannon                      | Gofannon                      | Gofannon                      | Gofannon                      |                               |                               | Arianrhod         | Arianrhod         | Arianrhod         | Arianrhod         | Arianrhod         | Arianrhod         |  |  |                              |                              |                              |                              |                              |                              |  |  |                           |                           |                           |                           |                           |                           |  |  |  |  |  |  |  |  |  |  |  |  |  |  |  |  |  |  |  |  |  |  |  |  |  |  |
| Gwydion            | Gwydion            | Gwydion            | Gwydion            | Gwydion            | Gwydion            |  |  | Eufydd fab Dôn    | Eufydd fab Dôn    | Eufydd fab Dôn    | Eufydd fab Dôn    | Eufydd fab Dôn    | Eufydd fab Dôn    |     |     | Gilfaethwy         | Gilfaethwy         | Gilfaethwy         | Gilfaethwy         | Gilfaethwy         | Gilfaethwy         |  |  | Amaethon | Amaethon | Amaethon | Amaethon | Amaethon | Amaethon |  |  | Gofannon | Gofannon | Gofannon                      | Gofannon                      | Gofannon                      | Gofannon                      |                               |                               | Arianrhod         | Arianrhod         | Arianrhod         | Arianrhod         | Arianrhod         | Arianrhod         |  |  |                              |                              |                              |                              |                              |                              |  |  |                           |                           |                           |                           |                           |                           |  |  |  |  |  |  |  |  |  |  |  |  |  |  |  |  |  |  |  |  |  |  |  |  |  |  |
|                    |                    |                    |                    |                    |                    |  |  |                   |                   |                   |                   |                   |                   |     |     |                    |                    |                    |                    |                    |                    |  |  |          |          |          |          |          |          |  |  |          |          |                               |                               |                               |                               |                               |                               |                   |                   |                   |                   |                   |                   |  |  |                              |                              |                              |                              |                              |                              |  |  |                           |                           |                           |                           |                           |                           |  |  |  |  |  |  |  |  |  |  |  |  |  |  |  |  |  |  |  |  |  |  |  |  |  |  |
|                    |                    |                    |                    |                    |                    |  |  |                   |                   |                   |                   |                   |                   |     |     |                    |                    |                    |                    |                    |                    |  |  |          |          |          |          |          |          |  |  |          |          |                               |                               |                               |                               |                               |                               |                   |                   |                   |                   |                   |                   |  |  |                              |                              |                              |                              |                              |                              |  |  |                           |                           |                           |                           |                           |                           |  |  |  |  |  |  |  |  |  |  |  |  |  |  |  |  |  |  |  |  |  |  |  |  |  |  |
|                    |                    |                    |                    |                    |                    |  |  |                   |                   |                   |                   |                   |                   |     |     |                    |                    |                    |                    |                    |                    |  |  |          |          |          |          |          |          |  |  |          |          |                               |                               |                               |                               |                               |                               |                   |                   |                   |                   |                   |                   |  |  |                              |                              |                              |                              |                              |                              |  |  |                           |                           |                           |                           |                           |                           |  |  |  |  |  |  |  |  |  |  |  |  |  |  |  |  |  |  |  |  |  |  |  |  |  |  |
| Hyddwn «cervatell» | Hyddwn «cervatell» | Hyddwn «cervatell» | Hyddwn «cervatell» | Hyddwn «cervatell» | Hyddwn «cervatell» |  |  | Hychtwn «porquet» | Hychtwn «porquet» | Hychtwn «porquet» | Hychtwn «porquet» | Hychtwn «porquet» | Hychtwn «porquet» |     |     | Bleiddwn «llobató» | Bleiddwn «llobató» | Bleiddwn «llobató» | Bleiddwn «llobató» | Bleiddwn «llobató» | Bleiddwn «llobató» |  |  |          |          |          |          |          |          |  |  |          |          | Dylan ail Don «fill de l'ona» | Dylan ail Don «fill de l'ona» | Dylan ail Don «fill de l'ona» | Dylan ail Don «fill de l'ona» | Dylan ail Don «fill de l'ona» | Dylan ail Don «fill de l'ona» |                   |                   |                   |                   |                   |                   |  |  | Lleu Llaw Gyffes «mà ràpida» | Lleu Llaw Gyffes «mà ràpida» | Lleu Llaw Gyffes «mà ràpida» | Lleu Llaw Gyffes «mà ràpida» | Lleu Llaw Gyffes «mà ràpida» | Lleu Llaw Gyffes «mà ràpida» |  |  | Blodeuwedd «cara de flor» | Blodeuwedd «cara de flor» | Blodeuwedd «cara de flor» | Blodeuwedd «cara de flor» | Blodeuwedd «cara de flor» | Blodeuwedd «cara de flor» |  |  |  |  |  |  |  |  |  |  |  |  |  |  |  |  |  |  |  |  |  |  |  |  |  |  |
| Hyddwn «cervatell» | Hyddwn «cervatell» | Hyddwn «cervatell» | Hyddwn «cervatell» | Hyddwn «cervatell» | Hyddwn «cervatell» |  |  | Hychtwn «porquet» | Hychtwn «porquet» | Hychtwn «porquet» | Hychtwn «porquet» | Hychtwn «porquet» | Hychtwn «porquet» |     |     | Bleiddwn «llobató» | Bleiddwn «llobató» | Bleiddwn «llobató» | Bleiddwn «llobató» | Bleiddwn «llobató» | Bleiddwn «llobató» |  |  |          |          |          |          |          |          |  |  |          |          | Dylan ail Don «fill de l'ona» | Dylan ail Don «fill de l'ona» | Dylan ail Don «fill de l'ona» | Dylan ail Don «fill de l'ona» | Dylan ail Don «fill de l'ona» | Dylan ail Don «fill de l'ona» |                   |                   |                   |                   |                   |                   |  |  | Lleu Llaw Gyffes «mà ràpida» | Lleu Llaw Gyffes «mà ràpida» | Lleu Llaw Gyffes «mà ràpida» | Lleu Llaw Gyffes «mà ràpida» | Lleu Llaw Gyffes «mà ràpida» | Lleu Llaw Gyffes «mà ràpida» |  |  | Blodeuwedd «cara de flor» | Blodeuwedd «cara de flor» | Blodeuwedd «cara de flor» | Blodeuwedd «cara de flor» | Blodeuwedd «cara de flor» | Blodeuwedd «cara de flor» |  |  |  |  |  |  |  |  |  |  |  |  |  |  |  |  |  |  |  |  |  |  |  |  |  |  |

En la mitologia gal·lesa, Gofannon va matar el seu nebot, Dylan Ail Don, sense saber qui era (vegeu Math fab Mathonwy). Una de les tasques que havia de realitzar Culhwch si volia guanyar la mà d'Olwen era aconseguir que Gofannon esmolès l'aixada del seu germà Amaethon (vegeu Culhwch i Olwen).